# Mauro Biani
Mauro Biani (Roma, 6 marzo 1967) è un vignettista, illustratore e blogger italiano.

## Biografia
Illustratore, vignettista, educatore professionale,  le sue strip hanno una caratterizzazione di satira sociale e politica, affrontando tematiche collegate alla legalità, alla nonviolenza, ai diritti umani. I suoi bersagli preferiti sono i fanatismi, i politici italiani e stranieri, lo Stato e le sue leggi, il mercato e i suoi limiti.
Dopo la chiusura di Emme e di Paparazzin (inserto satirico di Liberazione), insieme con Carlo Gubitosa fonda Mamma!, rivista di satira indipendente che raccoglie alcuni famosi autori di satira, tra cui Ellekappa e Bucchi.
A gennaio 2009, in occasione del decennale della morte di Fabrizio De André, col giornalista Nicola Cirillo presenta "Come una specie di sorriso", una mostra di vignette ispirate alle sue canzoni. La mostra, inaugurata a Roma, presso una libreria Feltrinelli, prosegue in altre città italiane anche negli anni successivi. Il successo della mostra spinge gli autori a realizzare un cofanetto con le stampe, edito da Stampa Alternativa.
Nel 2012 dal 31 marzo fino al 24 giugno, presso il Museo della Satira e della Caricatura di Forte dei Marmi, viene tenuta una sua esposizione antologica: più di 200 vignette e 7 sculture.
Da fine 2012 fino a settembre 2019 è il vignettista de il manifesto.
Dal 2017 a dicembre 2022 disegna la rubrica "Taglio alto" su L'Espresso. Torna poi su L'Espresso online da marzo 2025.
Da ottobre 2019 è vignettista de La Repubblica.
Da novembre 2020 collabora con Atlantide - Storie di uomini e di mondi, programma di Andrea Purgatori su LA7.
Da febbraio 2023 disegna la rubrica "Taglio alto" su il Venerdì.
Da settembre 2023 collabora con Il cavallo e la torre, programma di Marco Damilano su Rai tre.

## La produzione artistica
La produzione artistica di Mauro Biani comprende soprattutto strisce e vignette e anche sculture.

### Internet
Mauro Biani è un redattore storico di Gran Baol, sito-blog a cui collaborava «più per il piacere di "archiviare" i miei sfoghi grafici che per renderli pubblici».
Il suo blog (Mauro Biani, comics and strips) nasce nel settembre 2003 sulla base di quella esperienza.
Nel blog affianca le sue vignette con testi, sempre a carattere il sociale. Nel 2007 vince il premio Pino Zac per la Satira sul Web.

### La carta stampata
Collaborazioni come freelance:

- La Repubblica
- il Venerdì
- il manifesto
- l'Espresso,
- Azione nonviolenta,
- I Siciliani giovani,
- Left,
- Liberazione,
- l'Unità,
- il Fatto Quotidiano,
- Courrier International,
- le Monde,
- Der Spiegel,
- Il Mucchio Selvaggio,
- Vita (rivista sul terzo settore),
- Pizzino (mensile palermitano di satira),
- Casablanca di Riccardo Orioles,
- Città Tuscolana.

Ha pubblicato illustrazioni e vignette su Par Condicio, Altreconomia, Vicenza ABC, Idea vegetariana, per Libera, Macramè, Volontari del VIS.
Ha disegnato anche per Diario, Avvenimenti, Antimafia 2000 e Frigidaire. In un’occasione, ha pubblicato una sua vignetta sullo storico quotidiano francese L'Humanité.

### Televisione
Da novembre 2020 collabora con Atlantide - Storie di uomini e di mondi, programma di Andrea Purgatori su LA7.

Da settembre 2023 collabora con Il cavallo e la torre, programma di Marco Damilano su Rai tre.

### Libri
Nell'ottobre 2009 Stampa Alternativa pubblica "Come una specie di sorriso", cofanetto curato da Nicola Cirillo, che colleziona le stampe disegnate da Mauro Biani per la mostra dedicata a Fabrizio De André.
A novembre 2012 Altrinformazione pubblica "Chi semina racconta. Sussidiario di resistenza sociale", il meglio delle vignette, sculture e illustrazioni di Mauro Biani, tra i più noti e apprezzati autori di satira. Uno sguardo disincantato e libero che sa dare le spalle ai potenti, per toccare temi universali come la nonviolenza, i diritti umani, l'immigrazione, il cristianesimo anticlericale, la resistenza alla repressione e la lotta alle mafie. Nel volume di 240 pagine a colori anche i contributi di Antonella Marrone, Carlo Gubitosa, Cecilia Strada, Cinzia Bibolotti, Ellekappa, Franco A. Calotti, Gianpiero Caldarella, Makkox, Mao Valpiana, Massimo Bucchi, Nicola Cirillo, Pino Scaccia, Riccardo Orioles, Stefano Disegni, Vincino.
A gennaio 2016 è uscito il libro “Tracce migranti” (nato con il progetto di crowfunding “Satira migrante”), sempre edito da Altrinformazione.
Arricchito da una prefazione bella e importante del sindaco di Lampedusa Giusi Nicolini e da un patrocino prestigioso, quello dell'Idos (Immigrazione Dossier Statistico) che ha contribuito con i dati statistici trasformati in infografiche e con un testo di Franco Pittau, che è stato tra i fondatori di IDOS e ora ne è il presidente onorario.
Su iniziativa de il manifesto, "Tracce Migranti" è stato diffuso anche in edicola dal 16 dicembre 2015 in una edizione economica.
A giugno 2018 disegna la favola "La Balenottera Mar". Una fiaba contemporanea che racconta di onde, trivelle, migranti e solidarietà. Scritta dal giornalista e scrittore Tommaso Di Francesco. Collana junior, edizioni Round Robin.
Il 7 febbraio 2019 esce per People “La banalità del ma“. “Come siamo diventati così miserabili? Come ha fatto un popolo di migranti, di persone costrette a fuggire a milioni dalla fame, dalla povertà, dalla guerra, o semplicemente di persone alla ricerca di migliori opportunità, a diventare così cinicamente insensibile, quando non apertamente ostile e rancoroso, nei confronti di chi sta subendo oggi un destino persino peggiore di quello dei nostri antenati? Le migrazioni, il razzismo, la paura, la violenza. Questi anni di grande transizione sembrano aver trasformato in normale, persino banale, ciò che solo pochi anni fa avremmo trovato folle, orrendo. La matita di Mauro Biani, affilata e poetica, amara e ironica, racconta questo mutamento in “La banalità del ma”, con la sua satira che, senza mai ergersi a giudice, non fa sconti a nessuno. Scorrendo la raccolta delle migliori vignette di Mauro Biani degli ultimi tre anni, impreziosita da inediti di grande impatto, si nota come non sia stato un cambiamento repentino, ma un lento e progressivo scivolamento verso la parte peggiore di noi".
A marzo 2020 esce il secondo libro per People: “10 storie per cambiare“. Nel centenario della nascita di Gianni Rodari, e nel cinquantenario di “Dieci storie per giocare”, uno dei suoi libri più celebri, un omaggio al grande scrittore piemontese, con uno sguardo al futuro. “Le dieci storie che troverete in questo volume, illustrate da Mauro Biani e scritte da Francesco Foti, descrivono il presente con l’espediente del racconto favolistico, usando alcuni dei più noti archetipi del mondo delle fiabe per raccontare l’attualità e le grandi trasformazioni che la attraversano. Un libro pensato per i grandi e i meno grandi, che chiede loro uno sforzo di immaginazione per tornare a guardare al futuro con speranza, e tornare a lavorare per costruirlo. Proprio come nelle dieci storie di questo volume, il finale è ancora aperto, e tutto da scrivere.”
A gennaio 2021 esce il terzo libro per People: "È questo il fiore" che raccoglie le migliori vignette che Mauro Biani ha dedicato all’antifascismo, impreziosite da dieci inediti. Un viaggio che parte dalla testimonianza di Liliana Segre, dal dovere della memoria, e passa per il fuoco mai spento della Liberazione, che si riverbera nella Resistenza quotidiana di tante e tanti. Una Resistenza ancor più meritevole se messa a confronto con una politica che - quando non cavalca il ritorno dei nostri spiriti peggiori - si volta dall’altra parte, con un’internazionale sovranista che minaccia di dare nuovamente fuoco al mondo intero, con il fascismo che torna nelle periferie e nei palazzi - in maniera ora sottile e subdola, ora apertamente dichiarata -, con chi di tutto questo si cura poco, quasi nulla, perché sono “cose che capitano”.
Il 31 dicembre 2021 esce con La Repubblica "Ne usciremo migliori ma..." Un faro puntato sulle nostre contraddizioni. Le vignette che Mauro Biani ha realizzato per Repubblica dall’inizio della pandemia sono uno specchio formidabile di ciò che siamo diventati. Dopo averci messo di fronte alle nostre contraddizioni più odiose, attraverso una spietata denuncia, l’autore ci offre una via d’uscita: guardare ai diritti come unica possibile garanzia del vivere democratico.
A giugno 2022 esce con People "Le cose non andarono bene" A poco più di due anni dall'inizio della pandemia, Mauro Biani ci invita a riflettere su quanto è avvenuto da quando il Covid è entrato nelle nostre vite. Dai canti ai balconi e dai messaggi di unità e di speranza, alla caccia all'untore e alla follia no-vax; dal governo Conte a quello Draghi; dal fallimento dei sovranismi alla crisi migratoria e umanitaria; dalle vittime sociali di questa pandemia, come i lavoratori più sfruttati e i bambini e adolescenti costretti a non andare a scuola, a nuove e vecchie povertà; fino a concludersi con il tragico ritorno della guerra in Europa, con l'invasione russa dell'Ucraina.
A febbraio 2023 esce con People “Afascisti” Il fascismo dei nostri tempi è riuscito a nascondersi dietro la rimozione e la normalizzazione dei suoi orrori, fino a insinuarsi nelle maglie della Repubblica. L’afasia dell’afascismo, si potrebbe dire, ha due colpe: l’indifferenza verso ciò che è stato, e il sospetto (quando non il dileggio) verso chi a quel passato tenta di ribellarsi con tutte le proprie forze. Mauro Biani, con la ultima raccolta, fa proprio questo, e invita tutte e tutti noi a radunarci attorno alle sue vignette, in un mai stanco segno di resistenza, contro questa marea nera che minaccia di travolgerci ogni giorno.
«Mauro Biani è uno dei non rassegnati di fronte al vecchio che rispunta, come ribadiscono i ripetuti allarmi raccolti in questo libro in forma di editoriali disegnati, che a chiamarli “vignette” si fa loro un grave torto: quell’etichetta fa pensare a un corredo marginale e spiritoso, e invece qui siamo davanti a quadri viventi e dolenti di denuncia.» Dalla prefazione di Carlo Verdelli
A marzo 2024 esce con People "Dove sono i pacifisti?" insieme a Roberto Vicaretti Mai come in questi anni è difficile parlare di pace, eppure proprio ora che la guerra è tornata a bussare alle porte dell’Europa, proprio ora che il fuoco della violenza in Medio Oriente è riavvampato più distruttivo che mai, proprio ora che entrambi questi conflitti – solo i più vicini dei molti, troppi, che dilaniano il mondo – sembrano inarrestabili, ce ne sarebbe un gran bisogno.
Mauro Biani e Roberto Vicaretti lo fanno da tempi non sospetti, il primo con le sue vignette - di cui qui abbiamo raccolto quelle più significative su questo tema -, il secondo tramite il suo lavoro giornalistico, spesso utilizzando le vignette di Biani nella sua rassegna stampa quotidiana per offrire a tutte e tutti il punto di vista di chi non vuole arrendersi all’idea che la pace è possibile.
In questo libro, Biani e Vicaretti proseguono e approfondiscono il discorso che ogni giorno fanno dalle pagine di Repubblica e dagli studi di RaiNews, per dare voce alle vere protagoniste involontarie e inascoltate di ogni guerra: le vittime. «Mi chiedono di prendere parte? Io la parte l’ho presa: sto dalla parte delle vittime.» Mauro Biani
A maggio 2025 esce con People "Il tango di Francesco". Il libro di Mauro Biani ripercorre, attraverso le immagini, il pontificato di papa Francesco. 
«In queste opere, Biani adotta un linguaggio scarno, essenziale, fortemente espressivo. Il suo segno grafico è carico di tensione tra la satira etica e l’arte sacra contemporanea, capace di tenere insieme denuncia e compassione, cronaca e Vangelo. La figura del pontefice emerge come una coscienza incarnata, una presenza fragile e radicale, in ascolto del dolore altrui, vicina. Biani mette in scena un papa delle soglie, che si affaccia sui margini della storia, sulle ferite del mondo, sui luoghi dove la dignità umana è più minacciata.» Dalla prefazione di Antonio Spadaro

### I riconoscimenti
Tra gli altri, per le sue vignette di satira, nel settembre 2007 ha ricevuto il XXXV Premio Satira Politica Forte dei Marmi, il più importante premio di satira in Italia.
Nel 2008 il premio stato conferito a "Emme", di cui Mauro Biani è collaboratore.
E ancora, nel 2009 il premio stato conferito a "Mamma", di cui Mauro Biani è cofondatore insieme a Carlo Gubitosa, autore e direttore editoriale.
Nel 2010 il progetto "Come una specie di sorriso" è stato accreditato del riconoscimento "Nelle corde di Slow Music", per l'originalità con cui ha promosso l'opera musicale di Fabrizio De Andrè uno dei massimi cantautori della storia della musica.
Nel 2011 viene premiato al Festival di Internazionale per la migliore vignetta sull'Europa pubblicata nel 2011. Si aggiudica così il primo premio di "Una vignetta per l'Europa”, il concorso organizzato dalla Rappresentanza in Italia della Commissione europea in occasione del Festival di Internazionale a Ferrara.
Nel 2012 l'Associazione Cultura della Pace e il Comune di Sansepolcro hanno deciso di conferirgli il Premio Nazionale Nonviolenza «per aver saputo raccontare con i propri disegni e le proprie vignette l'ipocrisia della guerra e della violenza che si fa sistema, ammantandosi di una falsa idealità pacifica, evidenziando come la nonviolenza possa essere strumento di verità, mezzo efficace e rispettoso dei diritti dell'uomo, per la risoluzione dei conflitti».
Nel 2019 gli viene assegnato il Premio di Articolo 21, liberi di... 2019 per la libertà di informazione con la seguente motivazione: «Mauro Biani con il suo segno, ogni giorno, illumina le oscurità e sostiene i diritti dei senza diritti. Nel suo recente libro “la banalità del ma” racconta con il suo linguaggio amaro e pungente la contemporaneità delle migrazioni, del razzismo, della paura, della violenza. Le sue vignette – che forse chiamarle vignette è riduttivo – raccontano con ironia e poetica il nostro tempo. Una satira affilata e intelligente in cui non fa sconti a nessuno, senza mai ergersi a giudice».#vinceilnoi Assegnati alla Fnsi i premi di Articolo21 per la libertà di informazione
Nel 2022 viene premiato al Giffoni Film Festival, Impact Award 2022.
A maggio 2023 riceve il premio Premio Peppino Impastato “Musica e Cultura” 2023 con la seguente motivazione: "Mauro Biani nella sua attività artistica ha sempre messo in primo piano l’impegno antifascista e pacifista che da sempre ha espresso con le sue vignette. Negli anni, inoltre, il vignettista di Repubblica ha dimostrato un particolare affetto per la figura di Peppino Impastato."
L’11 dicembre 2023 riceve la tessera onoraria di Articolo 21, liberi di... con la seguente motivazione: “A Mauro Biani, che con i suoi disegni ogni giorno contrasta ingiustizie, sfruttamento, oscurità e onora la Costituzione antifascista“.
Il 5 gennaio 2025 riceve il premio I Siciliani. "A Mauro Biani, artista dei Siciliani. Vent'anni di bellezza e libertà. Dal Vangelo secondo Biani:
"Non uccidete i bambini". "Non affogate chi è in mare". "Non distruggetevi a vicenda". "Risparmiate la vostra unica casa"."
Il segno e l’impegno, una mostra personale a Castiglioncello (Li)
Il mondo raccontato da Mauro Biani «propone uno sguardo lucido e intriso di “dolcezza umana», scrive Marco Damilano nell’introduzione del Catalogo della personale del disegnatore e vignettista romano.
La mostra è stata inaugurata sabato 12 luglio 2025 al Castello Pasquini di Castiglioncello (frazione di Rosignano Marittimo – Livorno) con il titolo «Il segno e l’impegno». L’iniziativa promossa dal comune raccoglie ottantanove opere dell’artista Mauro Biani dedicate alle persone, al lavoro, ad altri mondi, ai migranti, alla democrazia, alla società, senza dimenticare la guerra e la necessaria pace. Altre sei vignette, stampate su totem di grandi dimensioni, sono state collocate nelle principali piazze delle frazioni del comune di Rosignano Marittimo. «In un tempo in cui le immagini scorrono veloci e i confitti sembrano sempre più vicini e inevitabili, Mauro Biani ci invita a fermarci – scrive sempre nel catalogo il sindaco Claudio Marabotti – nel motivare la scelta della mostra –. Ogni sua opera – prosegue – è una scossa alla coscienza, una sintesi mirabile e potente tra poesia e denuncia. L’arte di Biani non grida, ma lascia il segno e ci costringe a non essere indifferenti». Viste così, tutte insieme, una di seguito all’altra, le vignette «arrivano come un pugno allo stomaco, con una forza inaspettata, a raccontarci la nostra contemporaneità», scrive il sito per la libertà di stampa Articolo 21.org. «Ogni mattina – scrive nel catalogo Carlo Verdelli, il direttore che portò Biani a Repubblica – una gazzella si sveglia e sa che dovrà correre veloce altrimenti il leone… Ogni mattina Biani si sveglia e sa che dovrà produrre almeno una vignetta, qualche volta anche due. Ma il panico da foglio bianco, dice lui, non sa cosa sia. C’è così tanto di cui occuparsi e preoccuparsi… La satira può colpire alto, basso, allo stomaco o all’intelletto. Quella di Biani va dritta al cuore». La mostra, a ingresso libero, resterà aperta tutti i giorni dalle 18 alle 23 fino al 31 agosto (chiusa nei giorni in cui sono previsti gli spettacoli del Castiglioncello Festival). Il catalogo curato da Elisabetta Cosci con i contributi di Carlo Verdelli e Marco Damilano è edito da All Around.